# Dãy núi Orlické
Dãy núi Orlické (tiếng Séc: Orlické hory, tiếng Ba Lan: Góry Orlickie, tiếng Đức: Adlergebirge) hay còn gọi là Dãy núi Đại bàng là một dãy núi nằm ở phía đông bắc Bohemia, Cộng hòa Séc, tạo thành một phân nhóm nhỏ của dãy núi Trung Sudetes. Dãy núi chạy dọc theo biên giới khu vực Klodzko của Ba Lan với chiều dài 25 dặm (40 km). Thành phần chính kiến tạo nên dãy núi là đá kết tinh, phù hợp với cấu tạo chung của khu vực vành đai phía bắc vùng cao nguyên Bohemia. Điểm cao nhất trong dãy là Đỉnh Velká Deštná, với độ cao 1.115 m (3.658 ft).

## Du lịch
Đặc điểm tự nhiên ban đầu của toàn bộ khu vực đã duy trì qua nhiều thế kỷ, vì vậy cảnh quan ở đây mang đậm tính chất cổ kính và huyền bí. Nổi bật là các khu rừng nguyên sinh sồi bao phủ toàn bộ ngọn núi, các khu cảnh quan được bảo vệ. Ngoài ra còn có các công viên và khu bảo tồn thiên nhiên, đan xen vào đó là những con đường mòn nằm cạnh các tòa lâu đài. Những công viên ở thị trấn và những khu vườn nông thôn đều được chăm sóc cẩn thận, tao nên một khung cảnh thiên nhiên vô cùng yên bình và tươi mới. Giao thông ở đây tuy không quá hiện đại nhưng rất thuận tiện và phù hợp với mục đích du lịch, bao gồm những con đường mòn dành riêng cho người đi bộ, mạng lưới đường mòn dành cho xe đạp. Đặc biệt các tuyến đường chạy dọc theo bờ sông, đây là nơi cắm trại lý tưởng dành cho các gia đình có trẻ em, khách du lịch giải trí và cả người cao tuổi.

Không chỉ là nơi dành cho những người yêu thích sự sôi động, núi Orlické còn là điểm dừng chân hoàn hảo dành cho những tâm hồn lãng mạn. Ở đây, họ sẽ tìm thấy một góc riêng cho mình, đó có thể là những khu rừng rậm rạp, những đỉnh núi khuất sau tầng mây, hoặc những con sông uốn lượn quanh các thung lũng. Họ có thể ngắm nhìn những tòa lâu đài cổ kính khi chèo thuyền trên sông và thầm tưởng tượng Công chúa xinh đẹp Kačenka, người cai trị Dãy núi Đại bàng, có lẽ đang chỉ dẫn đường chỉ lối cho họ.

## Khu bảo tồn
Hầu hết dãy núi Đại bàng đều thuộc Khu bảo tồn thuộc khu vực Cảnh quan Dãy núi Orlické. Đây là một công viên cảnh quan có diện tích khoảng 204 km², thành lập vào năm 1969.